# Storie naturali (Primo Levi)
Storie naturali è una raccolta di 15 racconti di Primo Levi, pubblicata presso Einaudi nel 1966 sotto lo pseudonimo di Damiano Malabaila. Sono storie di carattere scientifico e fantascientifico, spesso di argomento umoristico, ma non solo. Il libro vinse il Premio Bagutta nel 1967.
Molte delle idee presenti nei racconti hanno anticipato o ispirato successivamente celebri e più popolari opere di letteratura e cinema. Ad esempio, l'idea alla base del racconto Trattamento di quiescenza (la registrazione e sperimentazione di esperienze vissute da altre persone) è la stessa del film Strange Days, realizzato quasi trent'anni dopo (nel 1995) e molto simile a quella de Il vero nome (1981), probabilmente il primo romanzo cyberpunk pubblicato. La macchina in grado di fare duplicati perfetti di oggetti o esseri viventi, protagonista di Alcune applicazioni del Mimete, la si ritrova nel romanzo The Prestige (1995) di Christopher Priest, la cui trasposizione cinematografica è stata diretta nel 2006 da Christopher Nolan.
Il versificatore sviluppa invece lo stesso soggetto di un racconto della raccolta Cyberiade, di Stanisław Lem, apparsa nel 1965. Questo racconto fa parte del ciclo del signor Simpson, un rappresentante della NATCA, una multinazionale fittizia dell'elettronica.
Alcuni racconti di cui è protagonista il personaggio di Simpson sono stati trasposti in uno sceneggiato televisivo dal titolo Racconti fantastici di Primo Levi (1971).

## Personaggi
Il signor Simpson, rappresentante della multinazionale americana NATCA, produttrice di attrezzature per ufficio, con sede nell'immaginaria cittadina di Fort Kiddiwanee, Oklahoma, è presente, con i suoi futuristici marchingegni, in 5 dei 15 racconti. Il ragionier Gilberto Gatti appare in due di essi.

## Racconti
- I mnemagoghi (già apparso ne L'Italia Socialista, 19 dicembre 1948)

Il dottor Morandi, fresco di laurea, si reca dall'anziano dottor Montesanto, in un paese nel quale dovrà avvicendarglisi come medico condotto. Montesanto mostra il suo hobby a Morandi: raccoglie boccette in cui sono racchiusi odori che sono stati significativi nella vita dell'anziano medico; e gliene fa provare alcune. Morandi esce dallo studio medico piuttosto agitato per l'esperienza.
- Censura in Bitinia (già apparso ne Il Mondo, 10 gennaio 1961)

In seguito ad alcune ricerche è risultato che alcuni animali svolgerebbero l'azione di censura nel paese in modo più affidabile rispetto agli esseri umani. L'articolo è firmato dall'impronta di una zampa di gallina.
- Il Versificatore (già apparso ne Il Mondo, 17 maggio 1960)

Un poeta deve produrre, per la clientela, fra le altre cose, "due carmi conviviali, un poemetto per il matrimonio (…), quattordici inserzioni pubblicitarie, e un cantico per la vittoria del Milan". Egli si convince dunque, a dispetto della segretaria, abituata ad evadere gli ordini di persona in maniera tradizionale, col contributo del poeta, ad acquistare, dal signor Simpson, rappresentante di una ditta americana di articoli per ufficio, un "Versificatore", una macchina che, se opportunamente programmata, può far fronte dignitosamente alle richieste. Il "Versificatore" non è esente da malfunzionamenti, alcuni dei quali sortiscono un effetto comico, ma almeno è stato utile al poeta per l'espletazione di alcuni compiti amministrativi, quali la conduzione della contabilità, o di altro tipo: il resoconto che si è appena letto è infatti opera del "Versificatore".
- Angelica Farfalla (già apparso ne Il Mondo, 14 agosto 1962)

Nel 1943 il professor Leeb si era installato a Berlino in un appartamento prospiciente l'abitazione di Gertrud Enk, allora sedicenne, e aveva iniziato le proprie sperimentazioni compiute su uccelli. Alla fine della guerra, quando di Leeb si erano perse le tracce, Gertrud era stata una di coloro che, sotto l'impulso della fame, erano penetrati nello studio del professore per uccidere gli uccelli rimastivi, e cibarsene.
- «Cladonia rapida»

La "Cladonia rapida" è un lichene "il cui sostrato unico ed obbligatorio è costituito dalle strutture esterne ed interne degli autoveicoli." Studi hanno dimostrato che la Cladonia può in qualche misura condizionare le prestazioni dell'auto; e un'osservazione recente "ha potuto (…) fotografare tracce evidenti di tessuto nervoso" costituito dal lichene "nella tiranteria dello sterzo della Opel Kapitän."
- L'ordine a buon mercato (già apparso ne Il Giorno, 22 marzo 1964)

Il sig. Simpson, rappresentante di una ditta americana di prodotti per l'ufficio, che già aveva venduto all'Autore il "Versificatore", gli propone questa volta il Mimete, un "duplicatore": non una semplice fotocopiatrice, il Mimete riproduce la struttura atomica dell'oggetto da duplicare. L'Autore compie degli esperimenti con il macchinario, fra i quali quello di duplicare dei diamanti (e sarebbe stato difficile tacciarli di "falsi", giacché la loro formazione era in tutto e per tutto simile a quella dei diamanti cosiddetti "naturali", rinvenuti in miniere), e degli esseri viventi, questi ultimi, peraltro, non ancora perfettamente funzionanti. Con stupore, l'Autore rileva che, avendo proposto a Simpson l'idea di uno sfruttamento economico del marchingegno, la stessa ditta americana, contrariamente ai propri scopi fondamentali di profitto, si era dissociata da tali applicazioni, ritenendole eticamente perlomeno dubbie.
- L'amico dell'uomo (già apparso ne Il Mondo, 16 gennaio 1962)

L'assiriologo Bernard W. Losurdo prende visione fortuitamente di una fotografia fortemente ingrandita di una tenia, e fa l'ipotesi che la distribuzione delle cellule in essa possa concepirsi come un linguaggio. In effetti riesce a decifrarlo, e traduce quindi alcuni messaggi composti dagli animaletti.
- Alcune applicazioni del Mimete (già apparso come La moglie in duplicato ne Il Giorno, 15 agosto 1964)

Il ragionier Gilberto Gatti, con un Mimete duplica la moglie.
- Versamina (già apparso ne Il Giorno, 8 agosto 1965)

Kleber mette a punto le versamine, "sostanze che convertono il dolore in piacere". Le testa dapprima sugli animali, poi su se stesso. Nella tendenza a provocarsi dolori Kleber finirà coll'autodistruggersi.
- La bella addormentata nel frigo

Berlino, anno 2115. Come di consueto, il 19 dicembre, giorno del suo compleanno, Patricia viene scongelata, dopo un'ibernazione iniziata 140 anni prima, quando aveva 23 anni. In questa occasione Patricia si mette d'accordo con Baldur, fingendosi innamorata di lui, per farsi scongelare definitivamente e riprendere la vita normale. Una volta scongelata però lascia Baldur per andare in America a trovare un suo coetaneo congelato.
- La misura della bellezza (già apparso ne Il Giorno, 6 gennaio 1965)

Il signor Simpson sta sperimentando il nuovo prodotto della NATCA: si tratta del "calometro", un misuratore di bellezza. Esiste in due versioni: quello femminile, per misurare la bellezza delle donne, è tarato sulle fattezze di Liz Taylor, quello maschile su Raf Vallone. Ma ogni compratore può eseguire sul calometro una propria taratura, e si prevede quindi che l'apparecchio andrà a ruba come regalo dei mariti alle mogli, ad immagine delle quali verrà presumibilmente tarato, e dalle mogli ai mariti.
- Quaestio de Centauris

L'Autore, già da bambino, manteneva nella stalla di famiglia Trachi, un centauro. Fra i due era nata presto un'amicizia, e Trachi aveva comunicato all'Autore, ora cresciuto, i tratti salienti della cultura dei centauri: il loro mito fondatore, le loro peculiarità, i loro sentimenti. Trachi un giorno si era rivelato innamorato di Teresa, una vicina di casa dell'Autore, ma nello stesso tempo la ragazza e l'uomo avevano avuto una storia d'amore. Da allora di Trachi si erano perse le tracce.
- Pieno impiego

L'Autore e sua moglie, invitati a casa di Simpson e signora, notano che, su richiesta di Simpson, uno sciame di libellule va a cogliere dei mirtilli e li deposita sulla tavola. Simpson racconta allora dei propri metodi per comunicare con varie specie di insetti, dei patti che ha stretto con loro, dei lavori di precisione che fa compiere ad esempio alle formiche, dietro compenso in natura. Simpson lamenta solo il fatto che un suo socio abbia utilizzato delle anguille per trafficare droga.
- Il sesto giorno

Arimane legge una comunicazione del "Consiglio direttoriale esecutivo" ai propri collaboratori. Vi si trova l'ordine di realizzare una nuova specie animale: l'Uomo. Nasce un serrato dibattito fra Arimane e i suoi consiglieri, ciascuno specializzato in una branca del sapere: la chimica, la meccanica, l'anatomia, la termodinamica, la psicologia e l'economia. Prima che addivengano ad una decisione – la tendenza era quella di realizzare l'Uomo come una specie di uccello – un contrordine dall'alto avverte che il team di esperti è esautorato: l'Uomo è già stato creato, utilizzando fango, acqua e spirito.
- Trattamento di quiescenza

Il signor Simpson possiede un apparecchio Torec (abbreviazione di Total Recorder), basato su una forma avanzata di realtà virtuale, che "suscita sensazioni" – immagazzinate su nastro magnetico – "nel cervello senza la mediazione dei sensi." Simpson fa provare all'Autore diversi nastri, realizzati con la collaborazione di diverse personalità, da quello contenente un gol di un giocatore del Milan, a quello di una pornodiva, a quello di un'aquila in volo. L'Autore lascia lo studio di Simpson, per apprendere, più tardi, che quest'ultimo è completamente assuefatto all'opera dell'apparecchio e che gli si sta prospettando un invecchiamento ed una fine precoci.

## Edizioni italiane
- Damiano Malabaila, Storie naturali, Collana I Coralli n.234, Torino, Einaudi, 1966. [con il risvolto di copertina scritto da Italo Calvino]
- Primo Levi, Storie naturali, Collana Nuovi Coralli n.236, Torino, Einaudi, 1979.
- Storie naturali, in I racconti, Introduzione di Ernesto Ferrero, Collana ETascabili n.374, Torino, Einaudi, 1996.
- Storie naturali, in Opere, a cura di Marco Belpoliti, Introduzione di Daniele Del Giudice, Collana NUE n. 225, Torino, Einaudi, 1997, ISBN 88-06-14637-8.
- Storie naturali, Collezione d'autore, Torino, Ed. La Stampa, 2005.
- Storie naturali, in Tutti i racconti, a cura di Marco Belpoliti, Collana ET. Biblioteca n.6, Torino: Einaudi, 2005, ISBN 978-88-06-17917-5.
- in  Opere complete, 2 voll., a cura di M. Belpoliti, Torino, Einaudi, 2017, ISBN 978-88-062-3494-2.
- Storie naturali, a cura di Martina Mengoni e Marco Belpoliti, Collana Letture n.100, Torino, Einaudi, 2022, ISBN 978-88-062-5486-5.